# Kontinentální pohár v malém fotbale 2019
Kontinentální pohár v malém fotbale 2019 byl 1. ročníkem Kontinentálního poháru v malém fotbale. Konal se v tuniském městě Tunis v období od 14. do 16. března 2019. Účastnilo se ho 8 týmů, které byly rozděleny do 2 skupin po 4 týmech. Ze skupiny pak postoupily první 2 celky do finále a 2 celky na druhých místech do boje o 3. místo. Vyřazovací fáze zahrnovala 2 zápasy. Česko ve finále zdolalo Tunisko 5:4 a poprvé tak vyhrálo Kontinentální pohár v malém fotbale.

## Stadion
Turnaj se hrál na jednom stadionu v jednom hostitelském městě: Tunis Five Stars Stadium (Tunis).
| Tunis              |
| ------------------ |
| Five Stars Stadium |
| Kapacita: 2 800    |
| Tunis              |

## Zápasy
Všechny časy zápasů jsou uvedeny ve středoevropském letním čase (SELČ).

### Skupinová fáze
| Vysvětlivky                                              |
| -------------------------------------------------------- |
| Týmy na prvních dvou místech postupují do bojů o medaile |
| Vítěz zápasu je tučně zvýrazněn                          |

#### Skupina A
| Tým       | Z | V | R | P | VG | IG | +/− | B |
| --------- | - | - | - | - | -- | -- | --- | - |
| Tunisko   | 3 | 3 | 0 | 0 | 21 | 6  | +15 | 9 |
| Anglie    | 3 | 2 | 0 | 1 | 18 | 11 | +7  | 6 |
| Guatemala | 3 | 1 | 0 | 2 | 13 | 25 | −12 | 3 |
| Švýcarsko | 3 | 0 | 0 | 3 | 8  | 21 | −13 | 0 |

| 14. března 2019 19:00                                             |       |                     |                           |
| Tunisko                                                           | 5 : 1 | Švýcarsko           | Five Stars Stadium, Tunis |
| Ben Taleb Mohamed Ali 2', 12', 26' Tayeb Chbil 18' Karim Mrad 39' |       | Gabriel Micocci 10' | Five Stars Stadium, Tunis |

| 14. března 2019 20:30                                                                                          |        |                                                     |                           |
| Anglie | 10 : 4 | Guatemala                                           | Five Stars Stadium, Tunis |
| Bilal Butt 2', 18', 23', 25', 47' Kieron McCann 5', 34' Charlie Kuehn 28' James McCluskey 39' Saman Kanani 44' |        | Wuilian Alexander Vanegas Arriaga 6', 10', 21', 37' | Five Stars Stadium, Tunis |

| 15. března 2019 11:00 |       |           |                           |
| Tunisko | 9 : 0 | Guatemala | Five Stars Stadium, Tunis |
| Karim Mrad 8', 36' Mohamed Moumi 13' Ben Taleb Mohamed Ali 27' Achraf Sati 36' Hamza Firas Maiza 33' Marwan Miraoui 35' Montasser Hichri 46', 49' |       |           | Five Stars Stadium, Tunis |

| 15. března 2019 12:30                                                           |       |                     |                           |
| Anglie                                                                          | 7 : 1 | Švýcarsko           | Five Stars Stadium, Tunis |
| Charlie Kuehn 7' Kieron McCann 11', 41' Bilal Butt 28', 36', 46' Ross Cable 49' |       | Mathias Benzoni 32' | Five Stars Stadium, Tunis |

| 15. března 2019 19:00                                      |       | |                           |
| Švýcarsko                                                  | 6 : 9 | Guatemala | Five Stars Stadium, Tunis |
| Rui Matos 2', 17' Jairo Moro 15', 46' Jozef Preqi 31', 32' |       | Guillermo Ardor 9' Silva 11' Wuilian Alexander Vanegas Arriaga 14', 33', 40', 44' Avanguo 30', 38' Roberto Morales 40' | Five Stars Stadium, Tunis |

| 15. března 2019 20:30                                |       |        |                           |
| Tunisko                                              | 3 : 0 | Anglie | Five Stars Stadium, Tunis |
| Walid Abdelli 22' Karim Mrad 25' Mohamid Chitiwi 25' |       |        | Five Stars Stadium, Tunis |

#### Skupina B
| Tým               | Z | V | R | P | VG | IG | +/− | B |
| ----------------- | - | - | - | - | -- | -- | --- | - |
| Česko             | 3 | 2 | 1 | 0 | 28 | 13 | +15 | 7 |
| Rumunsko          | 3 | 2 | 1 | 0 | 23 | 7  | +16 | 7 |
| Pobřeží slonoviny | 3 | 1 | 0 | 2 | 10 | 12 | −2  | 3 |
| Irák              | 3 | 0 | 0 | 3 | 1  | 26 | −25 | 0 |

| 14. března 2019 11:30 |       |      |                           |
| Rumunsko | 8 : 0 | Irák | Five Stars Stadium, Tunis |
| Razvan Plopeanu 5' Andrei Brasoveanu 17' Florin Matache 23' (pen.) Robert Dragan Paulevici 27' Cosmin Amarinei 28' Radu Burciu 34' Vlad Mocanu 36', 42' |       |      | Five Stars Stadium, Tunis |

| 14. března 2019 22:00 |        |      |                           |
| Česko | 12 : 0 | Irák | Five Stars Stadium, Tunis |
| Tomáš Jelínek 1', 7' Ondřej Bíro 2' David Presl 4', 5', 26' Pavel Šultes 24' Jiří Sodoma 26' Jan Tögel 33' Tomáš Jun 34' Tomáš Režný 39' Daniel Kasal 44' |        |      | Five Stars Stadium, Tunis |

| 15. března 2019 9:30                                                                                         |       |                   |                           |
| Rumunsko | 6 : 1 | Pobřeží slonoviny | Five Stars Stadium, Tunis |
| Traian Alecu 3' Sebastian Vasile 14' Andrei Carstea 16' Razvan Plopeanu 33', 36' Robert Dragan Paulevici 35' |       | Jacob Trabi 8'    | Five Stars Stadium, Tunis |

| 15. března 2019 16:00                                  |       |                        |                           |
| Pobřeží slonoviny                                      | 6 : 1 | Irák                   | Five Stars Stadium, Tunis |
| Moussa Dembele 13', 15', 20' Jacob Trabi 25', 29', 36' |       | Kazem Ayad Hussein 27' | Five Stars Stadium, Tunis |

| 15. března 2019 17:30                                                                    |       | |                           |
| Česko                                                                                    | 6 : 6 | Rumunsko | Five Stars Stadium, Tunis |
| Pavel Šultes 8' Tomáš Kounovský 10' Tomáš Jelínek 13' Jan Tögel 33', 47' Ondřej Bíro 46' |       | Robert Dragan Paulevici 2' Traian Alecu 6' Marian Boieșan 16' Cosmin Amarinei 29' Ionuţ Chirică 43' Radu Burciu 46' | Five Stars Stadium, Tunis |

| 16. března 2019 10:00                                                         |       |                                                       |                           |
| Česko                                                                         | 5 : 3 | Pobřeží slonoviny                                     | Five Stars Stadium, Tunis |
| Daniel Kasal ?', ?' David Presl ?' Zepherin Vovo Lago ?' (vl.) David Macko ?' |       | Jacob Trabi ?' Lionel Boyou Kadje ?' Youssef Trawi ?' | Five Stars Stadium, Tunis |

#### O 3. místo
| 16. března 2019 17:00 |       |                                                       |                           |
| Anglie                | 1 : 3 | Rumunsko                                              | Five Stars Stadium, Tunis |
| James McCluskey 30'   |       | Andrei Carstea 1' Radu Burciu 14' Razvan Plopeanu 27' | Five Stars Stadium, Tunis |

#### Finále
| 16. března 2019 19:00                                                        |       |                                                                                    |                           |
| Tunisko                                                                      | 4 : 5 | Česko                                                                              | Five Stars Stadium, Tunis |
| Karim Mrad 27' Ben Taleb Mohamed Ali 14' Omar Nasri 23' Montasser Hichri 52' |       | Ondřej Bíro 1' Daniel Kasal 6' Tomáš Kounovský 22' David Presl 34' David Macko 41' | Five Stars Stadium, Tunis |